# Četojevići
Četojevići (serb. Четојевићи) – wieś w środkowo-wschodniej Bośni i Hercegowinie, w Federacji Bośni i Hercegowiny, w kantonie sarajewskim, w gminie Ilijaš. W 2013 roku pozostawała niezamieszkana.

## Położenie
Wieś położona jest w odległości około 35 km na północny wschód od stolicy gminy- Ilijaš i około 35 km na północny wschód od Sarajewa, około 1 km na zachód od granicy z Republiką Serbską.

## Klimat
Miejscowość położona jest w strefie klimatu umiarkowanego przejściowego między klimatem kontynentalnym a śródziemnomorskim. Charakterystycznymi cechami tego klimatu są bardzo mroźne zimy i upalne lata. Dodatkowo zimą występują bardzo silne wiatry.

## Demografia
W 1991 roku wieś zamieszkiwały 44 osoby, w tym 17 Serbów i 27 osób deklarujących przynależność do Muzułmanów z narodowości. Od 1961 roku następowały następujące zmiany liczby ludności wsi Četojevići:
| Rok             | 1961 | 1971 | 1981 | 1991 |
| Liczba ludności | 172  | 147  | 62   | 44   |